# Chiesa di Santa Maria Assunta (Lerici)
La chiesa di Santa Maria Assunta è un luogo di culto cattolico situato nella frazione di San Terenzo, in via della Vittoria, nel comune di Lerici in provincia della Spezia. La chiesa è sede della parrocchia omonima del vicariato della Media Val di Magra della diocesi della Spezia-Sarzana-Brugnato.

## Storia e descrizione

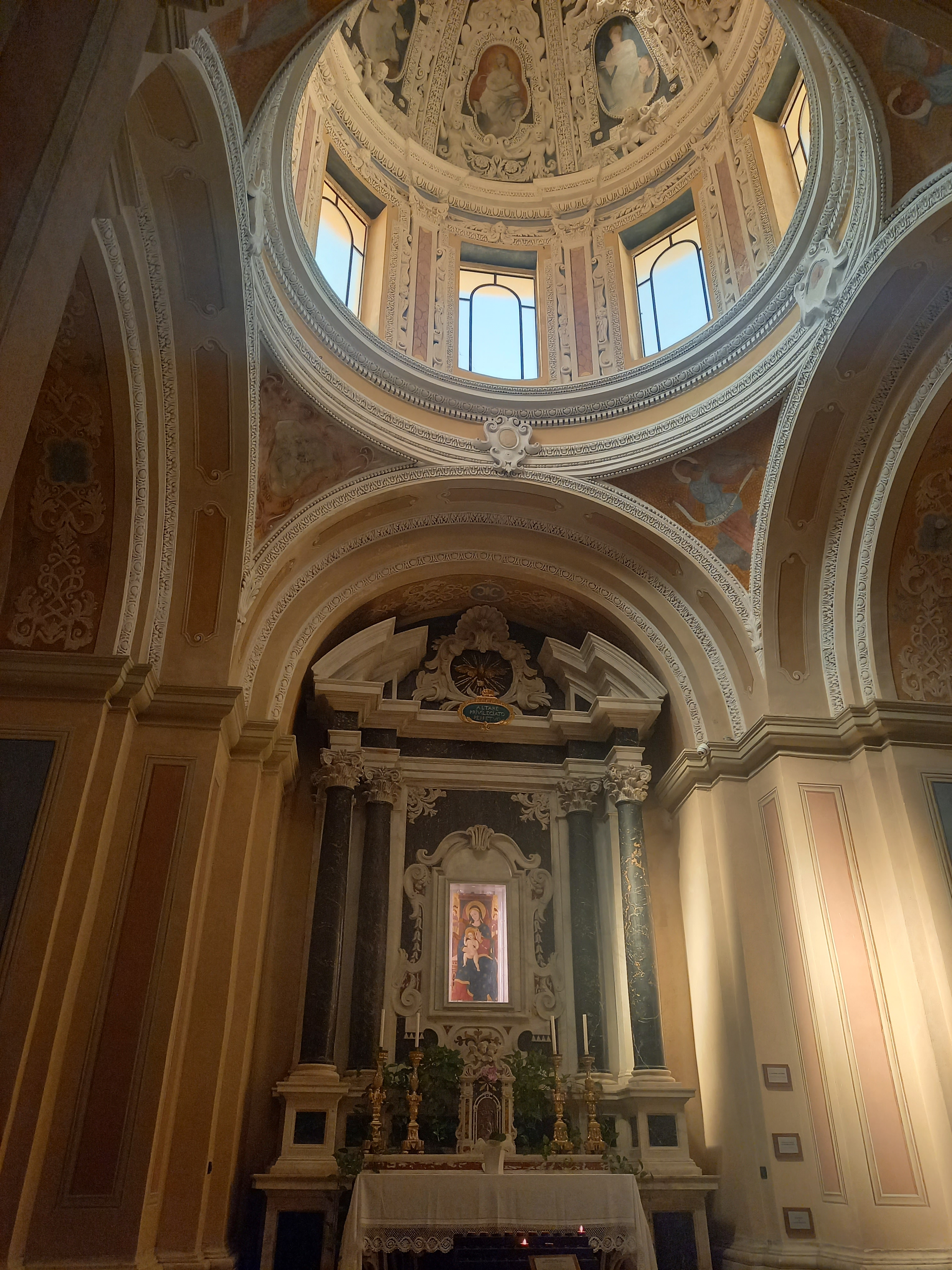
Particolare dell'interno

Secondo le fonti storiche la costruzione del primo impianto della chiesa sarebbe risalente al XVII secolo. Rimaneggiata nel 1740, fu ulteriormente oggetto di rinnovamento tra il 1919 e il 1922.
La struttura dell'edificio è ad aula rettangolare con cappelle laterali e transetto, lo stile degli interni è tardo barocco.
Tra le opere artistiche un altorilievo ritraente i Santi Fabiano, Rocco e Sebastiano del XVI secolo.